# Steadicam

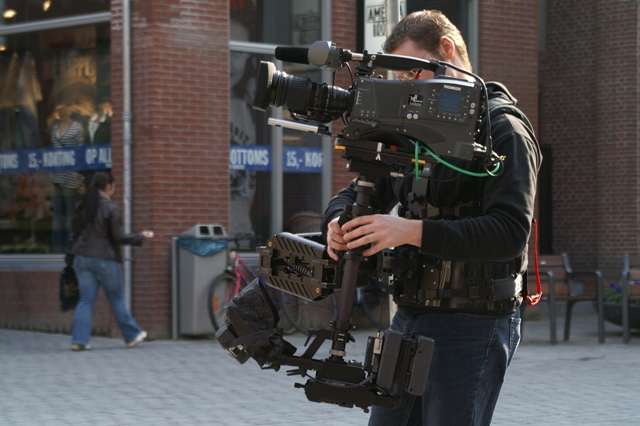
De cameraman met een steadicam.

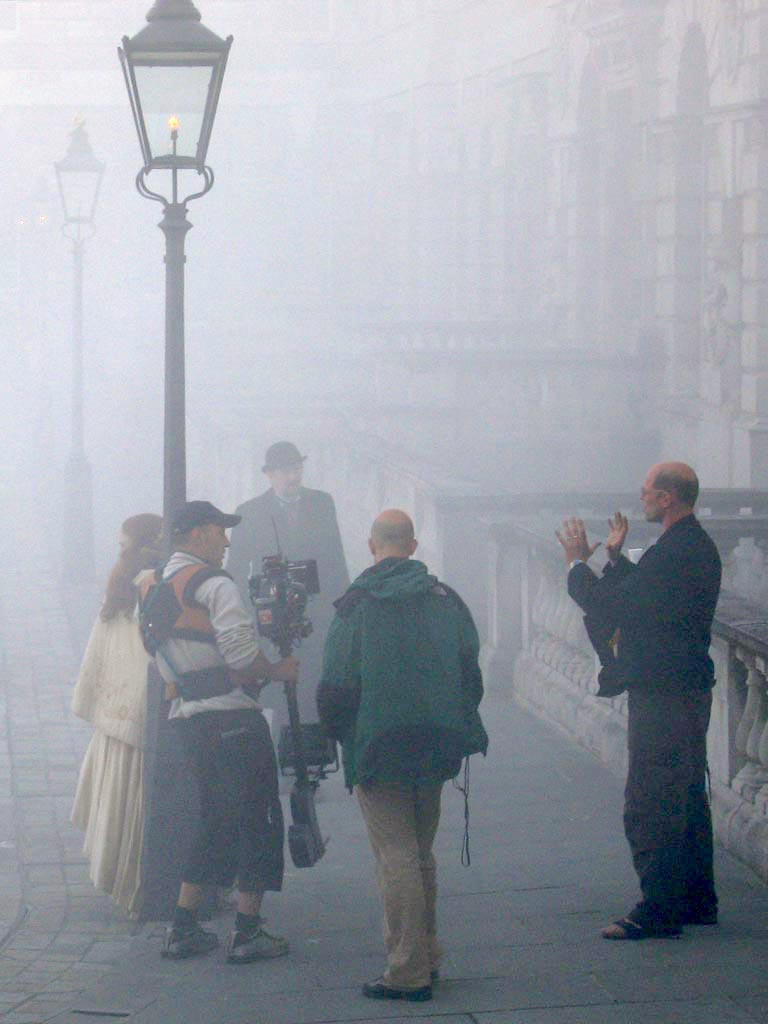
De cameraman met een steadicam links voor de lantaarnpaal.

Een steadicam is een hulpmiddel voor een cameraman om zijn camera te stabiliseren.
Voor opnamen vanaf een vast punt wordt een film- of videocamera op een statief geplaatst. Wanneer de regisseur de camera wil laten bewegen heeft hij twee keuzes. Hij kan de camera plaatsen op een statief met wielen, ook wel dolly genaamd. Dit heeft als voordeel dat de beweging van de camera zeer vloeiend plaatsvindt, maar er moet een speciale rail worden aangelegd voor de wieltjes, en dat kan onpraktisch zijn. Bovendien mag de rail niet in beeld komen.
De regisseur kan er ook voor kiezen dat de camera handheld wordt gebruikt, waarbij de cameraman de camera gewoon in zijn handen houdt. Het voordeel daarvan is dat de cameraman flexibel en snel is, ideaal voor nieuwsreportages, documentaires, en het kan bij films extra realisme toevoegen. Echter, zelfs een ervaren cameraman kan niet voorkomen dat de camera met schokken beweegt doordat natuurlijke lichaamsbewegingen worden doorgegeven.
Een steadicam combineert de voordelen van een handheldcamera met een camera op statief; de camera is net als een handheldcamera gewoon te dragen door een cameraman en hij kan ermee bewegen, maar de camera is aan de cameraman bevestigd, en onder de camera bevindt zich een zware constructie die ervoor zorgt dat kleine bewegingen van de cameraman ongedaan worden gemaakt. Hierdoor kan een opname worden gemaakt waarbij de camera lijkt te glijden over een oppervlak.

## Werking
De cameraman draagt een harnas waaraan een geveerde mechanische arm is verbonden. De arm is weer verbonden met de zogenaamde sled van de steadicam via een drieassig gewricht, de gimbal of cardanische ophanging, waarvan de werking te vergelijken is met de ophanging van een kompas in een schip. De gimbal maakt het mogelijk dat de cameraman de camera-sledcombinatie vrij kan bewegen. 
Een veelgemaakte vergissing is dat de steadicam gebruik zou maken van gyroscopen. Gyroscopen worden daarentegen wel gebruikt wanneer men de inertie (massatraagheid) van het systeem wil verhogen als men bijvoorbeeld in sterke wind moet werken. 
De sled van de steadicam is in wezen het hart van het systeem. Aan het ene eind van een buis is de camera bevestigd, aan de andere het contragewicht; de batterijen en de monitor. Het contragewicht zorgt ervoor dat het zwaartepunt van de camera als het ware uit de camera wordt getrokken naar een punt waar de cameraman het kan beïnvloeden.
De combinatie van het gewicht van de camera en de sled zorgt voor massatraagheid, waardoor kleine bewegingen die de cameraman maakt worden opgevangen en niet meer te zien zijn in het uiteindelijk beeld. Het is te vergelijken met het snel bewegen van een bowlingbal, ook dat is erg moeilijk. Omdat de steadicam nogal zwaar is heeft de cameraman een harnas aan dat het gewicht op een optimale manier over het bovenlichaam verdeelt. Wanneer de cameraman de steadicam optimaal heeft afgestemd op zijn lichaam, is het zelfs mogelijk de steadicam handsfree te houden. De sled zweeft dan als het ware naast zijn lichaam.
Voor het scherpstellen van lens, en voor instellingen voor diafragma en zoom wordt er gebruikgemaakt van radiografische apparatuur. Een assistent bestuurt met een remote focus/iris/zoom-unit een serie motoren die door middel van tandwielen op de lens ingrijpen. Handmatig scherpstellen zou betekenen dat de sled uit balans wordt gebracht door krachten van buitenaf.
De sled van de steadicam kan ook ondersteboven worden bediend, ook wel bekend als low mode. De camera is dan bevestigd in een lowmodekooi en wordt, als het ware, ondersteboven aan de sled bevestigd. Op deze manier is het mogelijk de camera tot enkele centimeters boven de grond te laten 'zweven'.
Ook is het mogelijk de steadicam aan een voertuig te bevestigen (hard mount) wanneer een snelheid vereist is die lopend niet op te brengen is vanwege het gewicht van de steadicam, en mogelijke gevaarlijke situaties voor de cameraman. Wanneer de cameraman met steadicam op snelheid is sta je niet gelijk weer stil vanwege de massatraagheid van de steadicam én cameraman; een object in beweging blijft in beweging tot het wordt vertraagd door een kracht van buitenaf.

## Geschiedenis
De steadicam werd begin jaren 70 uitgevonden door de cameraman Garrett Brown. Hij noemde het oorspronkelijk de "Brown Stabilizer". Nadat hij zijn eerste werkende prototype had gebouwd nam Brown een tien minuten durende demo op waarin hij zijn uitvinding demonstreerde. Onder anderen Stanley Kubrick en John G. Avildsen zagen deze demo. 
De eerste keer dat een steadicam werd gebruikt was voor de biopicfilm Bound for Glory. Toen Avildsen in 1976 Rocky regisseerde was dat ook een van de eerste films. Kubrick gebruikte voor The Shining uit 1980 eveneens een steadicam.
De licentie van de uitvinding was jarenlang in het bezit van Cinema Products Corporation. Sinds oktober 2002 is Steadicam een merknaam van producent Tiffen.

## Toepassingen
Voor de onderstaande producties is een steadicam gebruikt:

### Films
- Bound for Glory – 1976
- Marathon Man – 1976
- Rocky – 1976
- Halloween – 1978
- Wise Kids – elk deel
- Films van Martin Scorsese:
  - Raging Bull – 1980
  - Goodfellas – 1990
- The Shining – 1980
- Return of the Jedi – 1983
- Aliens – 1986
- Films van Brian De Palma:
  - The Bonfire of the Vanities
  - Carlito's Way – 1993
  - Snake Eyes – 1998
- Boogie Nights – 1997
- Titanic – 1997
- American Pie – 1999
- American Pie 2 – 2001
- Russian Ark – 2002
- Before Sunset – 2004
- The West Wing – 1996 – 2007
- Green Wing – 2004 – 2007
- Shaun of the Dead – 2004
- Lost – 2004 –
- Tom-Yum-Goong – 2005
- Children of Men – 2006
- Serenity

### Sport
Bij belangrijke sportwedstrijden, zoals in het voetbal de Champions League, het wereldkampioenschap en het Europees kampioenschap, wordt vaak gebruikgemaakt van steadicamcamera's, waarbij de cameraman en zijn assistent over het veld heen lopen of langs de zijlijn lopen. Meestal wordt de steadicam ingezet bij het in beeld brengen van de spelers die het veld op- of aflopen, tijdens eventuele volksliederen, de hoekschoppen en de inworpen. Door het gebruik van een steadicam waant de kijker zich in het spel.

### Overig
- ER
- Idols
- De Gouden Kooi – finale